# Роберто Фрассетто
Роберто Фрассетто (італ. Roberto Frassetto, 25 листопада 1917, Неаполь — 26 грудня 2013, Венеція) — італійський військовик, учасник Другої світової війни, нагороджений Золотою медаллю «За військову доблесть».

## Біографія
Роберто Фрассетто народився 25 листопада 1917 року в Неаполі. У 1937 році вступив до Військово-морської академії в Ліворно, яку закінчив у 1940 році у званні гардемарина. Отримав призначення на лінкор «Кайо Дуіліо».
У 1941 році перевівся до складу 10-ї флотилії МАС, де був оператором вибухових катерів MT. 
У ніч з 25 на 26 липня 1941 року брав участь в атаці Мальти. Під час операції отримав важку травму хребта та потрапив до полону британців. У 1942 році, під час перебування у полоні, заочно отримав звання молодшого лейтенанта.
Після капітуляції Італії, у 1944 році повернувся до Італії, і разом з іншими полоненими-членами 10-ї флотилії МАС, увійшов бо підрозділу «Mariassalto». У 1944 році отримав звання лейтенанта. Після закінчення війни брав участь у розмінуванні італійських портів. У 1947 році був переведений в запас.
Займався гідрографічними дослідженнями для ВМС США, пізніше працював у центрі НАТО в Ла-Спеції. Керував технічними та науковими дослідженнями. Один з перших в Італії, хто почав дискусію про парниковий ефект. Співпрацював з Європейським космічним агентством при розробці європейського супутника.
У 1956 році разом з Жаком Піккаром здійснив занурення на батискафі Трієст на глибину 3000 м.
У 1974 році отримав звання капітана III рангу, і до 1992 року дослужився до звання контр-адмірала.
Помер 26 грудня 2013 року у Венеції. 

## Нагороди
- Золота медаль «За військову доблесть»